# Eurybates (Herold des Agamemnon)
Eurybates (altgriechisch Εὐρυβάτης Eurybátēs) ist eine Gestalt der griechischen Mythologie.
Er ist einer der Herolde Agamemnons im Trojanischen Krieg und wird von diesem zusammen mit Talthybios zum Zelt des Achilleus gesandt, um die schöne Briseis wegzuführen.